# Bostik
Bostik je globálně působící společnost zabývající se vývojem a výrobou lepidel a tmelů.

## Historie
Firma byla založena v roce 1889 jako Boston Blacking Company v Chelsea ve státě Massachusetts (USA) s původním zaměřením na obuvnický průmysl. S globálním rozvojem firmy bylo započato v roce 1929, po jejím převzetí společností USM (United Shoe Machinery). Dalším významným mezníkem se stal rok 1950, kdy firma začala expandovat na zahraniční trhy a diverzifikovat aktivity do více tržních segmentů.
V roce 1990 se stoprocentním vlastníkem firmy Bostik stal francouzský petrolejářský koncern Total, který sloučením sortimentu Bostik s vlastními značkami lepidel a současně aktivní akviziční politikou firmu přivedl mezi hlavní světové hráče.
V roce 2001 byla založena společnost Bostik Findley, která byla výsledkem fúze dvou největších francouzských petrolejářských koncernů Total Fina a Elf Aquitaine s jejich divizemi na výrobu lepidel Bostik a Ato Findley.
1. října 2004 se oficiální značkou společnosti stal výhradně Bostik, neboť vyslovení slova obsahuje vše podstatné: BO zastupuje Boston jako zakladatelské místo, STIK znamená anglicky lepení.
V současnosti[kdy?] je Bostik 100% součástí skupiny Arkema a je předním světovým výrobcem lepidel a tmelů.